# Рива-ди-Сольто
Рива-ди-Сольто (итал. Riva di Solto) — коммуна в Италии, находится в регионе Ломбардия, в провинции Бергамо.
Население составляет 833 человека (2008), плотность населения составляет 104 чел./км². Занимает площадь 9 км². Почтовый индекс — 24060. Телефонный код — 035.
Покровителем коммуны почитается святой Николай Чудотворец, празднование 6 декабря.

## Демография
Динамика населения:

## Администрация коммуны
- Официальный сайт: